# Roger Palmer, 1. Earl of Castlemaine

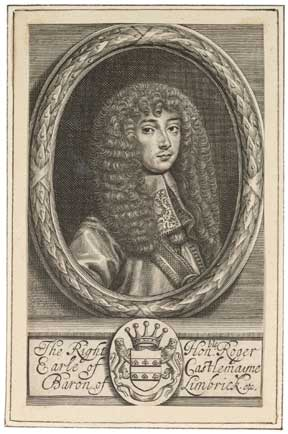
Roger Palmer, 1. Earl of Castlemaine

Roger Palmer, 1. Earl of Castlemaine (* 4. September 1634 in Dorney, Buckinghamshire; † 28. Juli 1705 in Oswestry, Shropshire) war ein englischer Adliger, Politiker und Diplomat.

## Leben
Er war der zweite Sohn des Sir James Palmer († 1657), Gutsherr von Dorney Court in Buckinghamshire, aus dessen zweiter Ehe mit Lady Catherine Herbert, Tochter des William Herbert, 1. Baron Powis. Er besuchte ab 1648 das Eton College und wurde 1656 am Inner Temple als Jurist zugelassen. Er galt als Mathematik-Gelehrter. Von 1660 bis 1661 war er als Abgeordneter für das Borough Windsor in Berkshire Mitglied des englischen House of Commons.
1659 heiratete er in London Hon. Barbara Villiers, Tochter des William Villiers, 2. Viscount Grandison. Seine Gattin wurde kurz darauf Mätresse des englischen Königs Karl II. und hatte mit diesem mehrere Kinder, die zunächst als Kinder Palmers galten, bis der König diese 1672/73 als eigene Kinder anerkannte. Zur einstweiligen Versorgung dieser Kinder erhob der König Palmer am 11. Dezember 1661 in der Peerage of Ireland zum Earl of Castlemaine und Baron Limerick. Im Gegensatz zu seiner protestantischen Ehefrau war er selbst überzeugter Katholik. Spätestens seit 1662 lebte Palmer von seiner Gattin getrennt, die 1670 zur Duchess of Cleveland erhoben wurde.
Ab 1663 unternahm er eine Reise durch Frankreich und Oberitalien und kreuzte 1664 an Bord einer venezianischen Flotte unter Admiral Andrea Cornaro während des Venezianisch-Osmanischen Krieges im Levantischen Meer. Während des Englisch-Niederländischen Krieges (1665–1667) diente er in der Flotte des Duke of York. 1668 reiste er gemeinsam mit Sir Daniel Harvey als Botschafter an die Hohe Pforte nach Konstantinopel. Von dort reiste er über Kreta, Syrien und die Nordafrikanische Küste nach Tanger. Er verfasste unter anderem einen ausführlichen Bericht an Karl II. über die Belagerung von Candia. Anschließend kämpfte er im Englisch-Niederländischen Krieg (1672–1674). Er kehrte schließlich im Herbst 1677 nach England zurück.
1678 wurde er vor dem Crown Court am Old Bailey wegen Hochverrats angeklagt, weil er sich an der von Titus Oates erfundenen Papisten-Verschwörung beteiligt habe, und wurde zeitweise im Tower of London inhaftiert, aber schließlich im Juni 1680 freigesprochen. Unter König Jakob II. wurde er 1686 Botschafter beim Heiligen Stuhl in Rom. Dort erwirkte er bei Papst Innozenz XI. die Ernennung des Onkels der Queen Consort Maria von Modena, Rinaldo d’Este, zum Kardinal und versuchte erfolglos im Regalienstreit zwischen dem Papst und Ludwig XIV. von Frankreich zu vermitteln. Bei seiner Rückkehr nach England im August 1687 wurde er ins Privy Council aufgenommen.
Nach der Glorious Revolution wurde er dreimal unter dem Verdacht Jakobit zu sein verhaftet, doch mangels Beweisen jeweils wieder freigelassen.
Er starb 1705 und wurde in Welshpool in Montgomeryshire bestattet. Da er keine leiblichen männlichen Nachkommen hinterließ, erloschen seine Adelstitel mit seinem Tod. Erbe seines Anwesens Llanfyllin Hall in Montgomeryshire wurde der Sohn seines älteren Bruders.